# 별이끼속
별이끼속(Callitriche)은 별이끼과(Callitrichaceae)에 속하는 유일한 속으로 취급되었다. 그러나 APG II 분류 체계에서는 질경이과로 분류한다. 한국에는 별이끼(C. japonica)와 물별이끼(C. palustris)의 두 종이 있다.
한해살이풀로 습지나 물속에 서식하고 턱잎은 없다. 꽃은 단성화로 잎겨드랑이에 1-2송이씩 달린다. 열매는 4갈래로 가장자리가 뾰족하거나 날개가 있다.
1. ↑  Dumortier, Barthélemy Charles Joseph. Florula belgica, opera majoris prodromus, auctore ... 90. 1827.